# Parsonsia brownii
Parsonsia brownii är en oleanderväxtart som först beskrevs av James Britten, och fick sitt nu gällande namn av Marcel Pichon. Parsonsia brownii ingår i släktet Parsonsia och familjen oleanderväxter. Inga underarter finns listade i Catalogue of Life.